# Micropogonias undulatus
La corvina de línea o labrada (Micropogonias undulatus) es una especie de pez de la familia Sciaenidae.

## Morfología
Los machos pueden llegar alcanzar los 55 cm de longitud total y 2.580 g de peso.

## Alimentación
Come principalmente gusanos, crustáceos y peces.

## Depredadores
En los Estados Unidos es depredado por Morone saxatilis ,Pomatomus saltator y Cynoscion regalis .

## Hábitat
Es un pez de clima subtropical y demersal que vive hasta los 100 m de profundidad. 

## Distribución geográfica
Se encuentra en el Océano Atlántico: desde Massachusetts y el norte del Golfo de México hasta el norte de México. En la costa Atlántica siendo muy común en las costas oceánicas de América del Sur,  al sur de Brasil y  toda la costa de Uruguay  

## Uso comercial
Es excelente como alimento y vendido fresco y congelado para ser frito, asado y hecho al horno y el microondas. 